# Rise of Nations: Thrones and Patriots
Rise of Nations: Thrones and Patriots je datadisk pro realtimovou strategii Rise of Nations. Byl vydán 28. dubna 2004.

## Nový obsah
- Datadisk přidává do hry šest nových národů.
  - Američané mají sílu zlepšování (levnější vylepšení různých vojenských jednotek, první div světa je postaven okamžitě, jednotky kasáren produkují kov, dřevo, jídlo a bohatství)
  - Holanďané mají sílu obchodu (sleva na obchodní výzkum, s hromadícími se surovinami stoupá i jejich produkce)
  - Indové mají sílu majestátu (zvýšený dosah městské ekonomiky a příjem karavan)
  - Irokézové mají sílu národa (první senát je postaven okamžitě a zdarma, na nepřátelském území jsou vojenské jednotky neviditelné, dokud nejsou napadeny, na přátelském jsou uzdravovány)
  - Lakotové mají sílu širých plání (jejich hranice jsou pro ostatní neviditelné, mohou stavět budovy i na neutrálním území, nemohou stavět farmy, ale každý občan, průzkumník a jízdní jednotka produkuje jídlo)
  - Peršané mají sílu obřadů (mají dvě hlavní města, vylepšení daní zdarma, levnější městský výzkum a vždy maximální povolený limit karavan)
- Nové divy světa: Visuté zahrady Semiramidiny, Zakázané město a Rudá pevnost
- Nové kampaně: Alexandr Veliký, Napoleon, Nový svět a Studená válka

## Vlády
Když hráč postaví budovu senátu, zpřístupní se mu různé typy vlád. Na výběr jsou Despotismus a Republika, po dosažení doby střelného prachu Monarchie a Demokracie a v průmyslovém věku Kapitalismus a Socialismus. Každá vláda dává buď ekonomické bonusy (republika, demokracie, kapitalismus) nebo vojenské (despotismus, monarchie, socialismus). Jednotlivé bonusy vlád se sčítají.
Při stavbě senátu získá hráč také speciální jednotku Patriota, která má podobné vlastnosti jako generál. Ovlivňuje situaci na bojišti, ale také ekonomickou situaci (například rychlejší produkce jednotek v továrnách, v jejichž blízkosti se patriot nachází). Vlastnosti patriota záleží na aktuální vládě.

## Skripty
Další novinkou je možnost používat vlastní skripty při hraní po internetu. Skripty je možné vytvořit v zabudovaném editoru.